# Modolo
Modolo (sardinski: Mòdolo) je grad i općina (comune) u pokrajini Oristanu u regiji Sardiniji, Italija. Nalazi se na nadmorskoj visini od 134 metra i ima 168 stanovnika.
 Prostire se na 2,47 km². Gustoća naseljenosti je 68 st/km².
Susjedne općine su: Bosa, Flussio, Magomadas i Suni.